# Саммартино, Бруно
Бру́но Леопо́льдо Франче́ско Саммарти́но (англ. Bruno Leopoldo Francesco Sammartino, 6 октября 1935, Пиццоферрато, Королевство Италия — 18 апреля 2018, Питтсбург, Пенсильвания) — американский рестлер итальянского происхождения, наиболее известный по своей работе в World Wide Wrestling Federation (WWWF, ныне WWE). Там он дважды владел титулом чемпиона мира WWWF в тяжёлом весе более 11 лет (4 040 дней), первое чемпионство является самым продолжительным в истории промоушена — 2 803 дня.
В начале своей карьеры Саммартино называли «Итальянским силачом» и «Самым сильным человеком в мире», позже он получил титул «Живая легенда». Известный своим приёмом «медвежье объятие», он считается величайшим рестлером всех времён. Саммартино стал ярым критиком употребления наркотиков и более грубых сюжетных линий, которые стали преобладать в индустрии рестлинга после его ухода, но в 2013 году он примирился с WWE и в том же году стал хедлайнером церемонии включения в Зал славы. Терри Фанк сказал, что Саммартино «был больше, чем сам рестлинг».

## Ранние годы
Бруно Леопольдо Франческо Саммартино родился в Пиццоферрато, Абруццо, Италия, в семье Альфонсо и Эмилии Саммартино 6 октября 1935 года. Он был младшим из семи детей, четверо из которых умерли в раннем детстве. Когда ему было четыре года, его отец эмигрировал в Питтсбург, Пенсильвания. США. Во время Второй мировой войны мать прятала его и его братьев и сестер от немецких солдат в горе под названием Валла Рокка. В это время мать пробиралась в оккупированный немцами город за едой и припасами. В 1950 году она с детьми переехала к мужу в Питтсбург.
Когда Саммартино приехали в США, Бруно не говорил по-английски и был болезненным из-за лишений военных лет. Это сделало его легкой мишенью для хулиганов в средней школе Шенли. Он занялся тяжелой атлетикой и борьбой, чтобы укрепить свои силы. Его преданность тяжелой атлетике почти привела к тому, что он получил место в олимпийской команде США в 1956 году, но вместо него золотую медаль завоевал Пол Андерсон.

## Карьера в рестлинге

### Ранние годы (1959—1963)

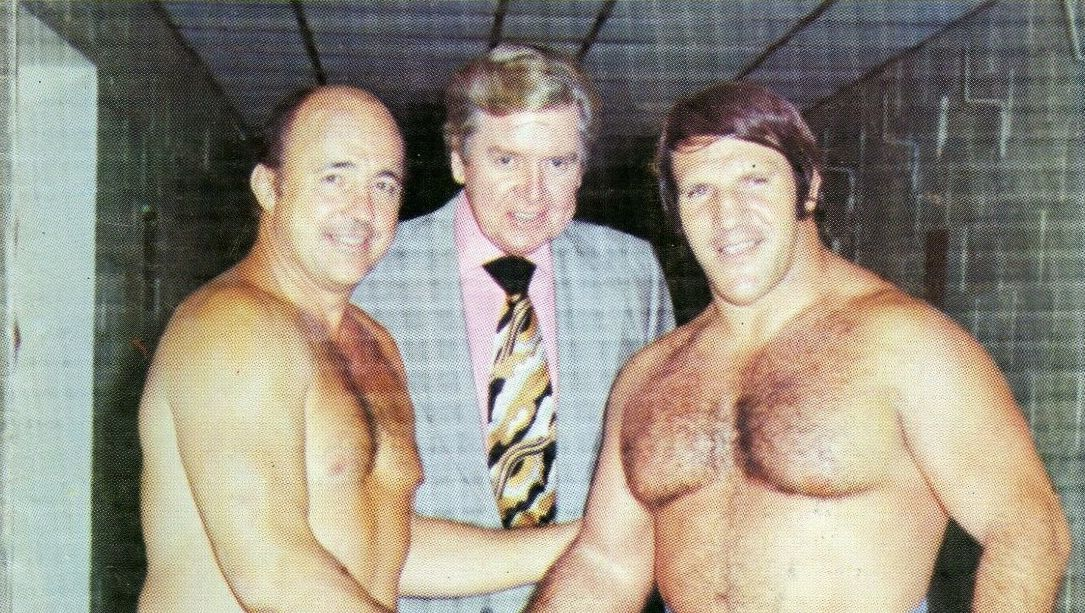
Саммартино (справа) с Верном Ганье и промоутером WWWF Винсентом Джей. Макмэном

Саммартино дебютировал на ринге в Питтсбурге 17 декабря 1959 года, победив Дмитрия Грабовского за 19 секунд. Первый матч Саммартино в «Мэдисон-сквер-Гарден» в Нью-Йорке состоялся 2 января 1960 года, победив Булла Карри за пять минут.
Почувствовав, что его ущемляют на территории Нью-Йорка в пользу звезды National Wrestling Alliance (NWA) Бадди Роджерса, Саммартино подал уведомление владельцу Capitol Wrestling Corporation (CWC) Винсу Макмэну-старшему и планировал отправиться в Сан-Франциско, чтобы работать на Роя Шира. По пути в Калифорнию он пропустил две встречи в Балтиморе и Чикаго, в результате чего был отстранен от работы на этих территориях. Калифорния приняла решение об отстранении другого штата, оставив Саммартино без работы. В своей автобиографии Саммартино утверждает, что, по его мнению, Макмэн подставил его, дважды забронировав его и не сообщив ему о матче в Балтиморе, в качестве наказания. Саммартино был вынужден вернуться в Питтсбург и найти работу чернорабочим.
По совету рестлера Юкона Эрика, Саммартино связался с промоутером из Торонто Фрэнком Танни, надеясь воспользоваться преимуществами многочисленного итальянского населения Торонто. Саммартино дебютировал в Торонто в марте 1962 года и очень быстро, с помощью саморекламы в местных газетах и радиопередачах, стал популярным. Его умение говорить по-итальянски также расположило к нему иммигрантское население. В сентябре 1962 года вместе с Виппером Билли Уотсоном Саммартино выиграл свой первый титул — местную версию международного командного чемпионства. Вскоре он стал востребован другими промоутерами на различных канадских территориях.
Саммартино также дважды бросал вызов чемпиону мира NWA в тяжелом весе Лу Тезу в Канаде. Один матч закончился вничью, а в другом Тез случайно провёл удержание, хотя Саммартино контролировал ход 20-минутного поединка с самого начала. Этот матч был организован промоутером NWA Сэмом Мучником как предваряющий образование WWWF, чтобы обеспечить доминирование старшей организации и её чемпионства.

### World Wide Wrestling Federation/World Wrestling Federation (1963—1981)

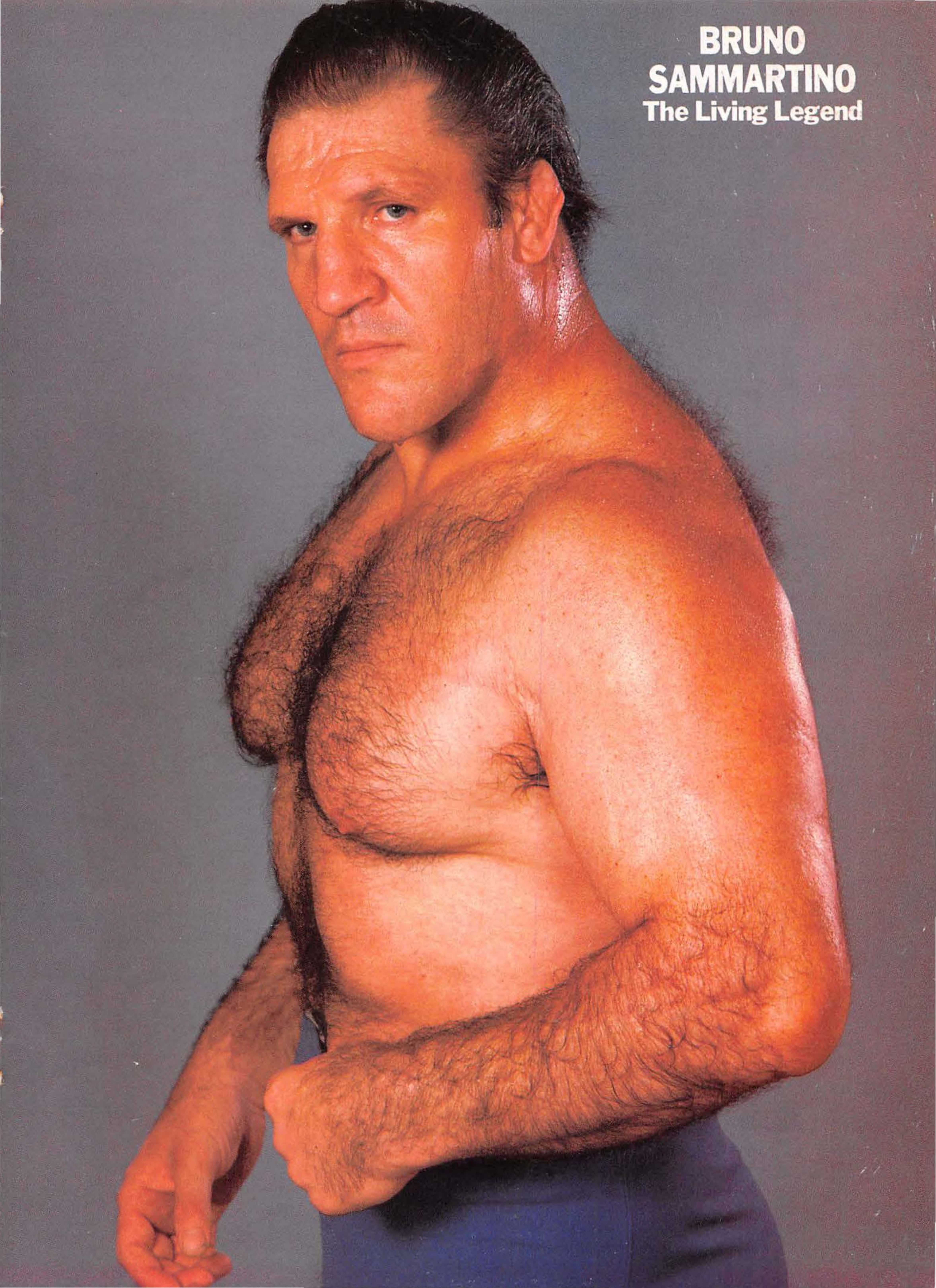
Саммартино в 1987 году

## Личная жизнь
Бруно был женат и имел трёх сыновей: Давида и близнецов Дэрилла и Дэнни. Он и его жена Кэрол с 1965 года жили в Росс Тауншипе, округ Аллегейни недалеко от Питтсбурга.

## Смерть
Бруно Саммартино умер 18 апреля 2018 года у себя дома в Питтсбурге в возрасте 82 лет.

## Титулы и награды
- Grand Prix Wrestling
  - Командный чемпион GPW (1 раз) — с Эдуардом Карпентьером
- Maple Leaf Wrestling
  - Международный командный чемпион NWA (1 раз) — с Уипером Билли Уотсоном
  - Чемпион Соединённых Штатов NWA в тяжёлом весе (1 раз)
- Pro Wrestling Illustrated
  - Матч года (1972) Battle royal
  - Матч года (1975) против Спироса Ариона
  - Матч года (1976) против Стэна Хансена
  - Матч года (1977) против Билли Грэма
  - Матч года (1980) против Ларри Збышко
  - Самый вдохновляющий рестлер года (1976)
  - Награда Стэнли Уэстона (1981)
  - Рестлер года (1974)
- Зал славы и музей рестлинга
  - С 2002 года
- World Wrestling Association (Индианаполис)
  - WWA World Tag Team Championship (1 раз) — с «Диком-Борцом»
- World Wide Wrestling Federation / World Wrestling Federation
  - Международный командный чемпион WWF (2 раза) — с Домиником ДеНуччи (1) и с Тони Марино (1)[17]
  - Командный чемпион Соединённых Штатов WWWF (1 раз) — с Спиросом Арионом
  - Чемпион WWWF (2 раза)
  - Зал cлавы WWE (2013)
  - WWE ставит его под № 1 в списке 50 лучших фейсов в истории в 2012 году[18]
- World Wide Wrestling Alliance
  - Зал славы (2008)
- Wrestling Observer Newsletter
  - Вражда года (1980) против Ларри Збышко
  - Зал славы Wrestling Observer Newsletter (1996)
- Другие титулы
  - Аллея славы «Мэдисон-сквер-гарден»